# Lone Dybkjær
Lone Dybkjær (ur. 23 maja 1940 we Frederiksbergu, zm. 20 lipca 2020 w Kopenhadze) – duńska polityk, była minister, eurodeputowana w latach 1994–2004, posłanka krajowa. Żona Poula Nyrupa Rasmussena, premiera Danii w latach 1993–2001.

## Życiorys
Ukończyła studia inżynierskie na Duńskim Uniwersytecie Technicznym (1964). Do 1979 pracowała w akademii mauk technicznych, na macierzystej uczelni (jako dyrektor biura informacji w latach 1970–1977), a także jako konsultantka w instytucie geotechniki.
Przystąpiła do socjalliberalnej partii Det Radikale Venstre. W latach 1973–1977 i ponownie od 1979 do 1994 była posłanką do Folketingetu. Od czerwca 1988 do grudnia 1990 sprawowała urząd ministra środowiska w gabinecie Poula Schlütera.
W 1994 i 1999 była wybierana do Parlamentu Europejskiego IV i V kadencji. Należała do grupy liberalnej, pracowała m.in. w Komisji ds. Środowiska Naturalnego, Zdrowia Publicznego i Ochrony Konsumentów (od 1994 do 1999 jako jej wiceprzewodnicząca) i w Komisji ds. Rozwoju i Współpracy (od 1999 do 2002 jako jej wiceprzewodnicząca). W PE zasiadała do 2004.
W 2005 i 2007 ponownie uzyskiwała mandat posłanki do Folketingetu. W 2011 nie ubiegała się o reelekcję.